# Eduard Zeller
Eduard Zeller (født 22. januar 1814 i Kleinbottwar i Württemberg, død 19. marts 1908 i Stuttgart) var en tysk teolog og filosof. 
Han studerede både teologi, inden for hvilken han sluttede sig til Tübingerskolens retning, og filosofi og skrev Platonische Studien (1839). 1847 kaldtes han som teologisk professor til Bern, men forflyttedes 1849 til Marburg, hvor han dog på grund af sin friere teologiske retning blev ansat under det filosofiske fakultet. 1862 kaldtes han til Heidelberg som professor i filosofi, og 1872 til Berlin, hvor han virkede til 1894, da han opgav sin professorstilling og trak sig tilbage til Stuttgart, hvor han endnu i en årrække hengav sig til litterær virksomhed. Hans vigtigste virkefelt var filosofiens historie i oldtiden. Hertil hører hans hovedværk Die Philosophie der Griechen (3 bind, 1844—52), som blev udgivet på ny i stærkt udvidede bearbejdelser (6., 5. og 4. oplag 1909—20), navnlig forsynet med talrige anmærkninger, hvori der stadig tages hensyn til den efterhånden tilkommende litteratur. 
Ved siden af dette værk har også det kortfattede Grundriss der Geschichte der griechischen Philosophie (1883, 11. oplag 1914) vundet stærk Udbredelse. Af Zellers teologiske skrifter kan nævnes Das theologische System Zwinglis (1853), Die Apostelgeschichte kritisch untersucht (1854), »D. F. Strauss in seinem Leben und seinen Schriften geschildert« (1874); endvidere Friedrich der Grosse als Philosoph (1886). I tidsskrifter, deriblandt "Theologische Jahrbücher", som Zeller udgav 1842—57, til dels sammen med F.C. Baur, har han også udfoldet en rig virksomhed; hans Vorträge und Abhandlungen udkom i 3 bind (1875—84). Efter hans død udkom Kleine Schriften (3 bind, 1910—11). I dansk oversættelse foreligger af ham Urkristendommen (1868).